# Тертий пиріг
Тертий пиріг — пиріг з начинкою, який готується з натертого пісочного тіста, попередньо замороженого. На відміну від пирогів з крихтою, тертий пиріг виготовляється з тертої крихти, або містить цілий шар тертої крихти, а не просто прикрашається нею. Схожий на німецький Штрейзелькухен, але готується не з дріжджового тіста. Відомий у багатьох країнах як національний десерт, наприклад Syltrutor у Швеції, Prajitura cu gem si nuca у Румунії, Londoni Szelet в Угорщині або Jam Bars у США.

## Приготування
Зазвичай готується з пісочного тіста та джему чи повидла.
Пісочне тісто складається з борошна, жиру, яєць, цукру, розпушувача. Жирним компонентом використовується вершкове масло, маргарин, кулінарний жир або смалець. Після замішування тіста воно ділиться на дві частини: одна частина заморожується, інша розкочується на дно пирога. На перший корж викладається джем, повидло або варення. Популярний варіант — це варення з чорної смородини. Зверху начинка вкривається шаром замороженого тіста, котре натерте на тертці з великим оком. Після цього пиріг випікається. Після випікання тертий пиріг часто нарізається на прямокутні шматочки і нагадує невеликі тістечка.

## Див.також
- Крамбл
- Крихти
- Штрейзелькухен
- Торт Лінцер